# Clavelée

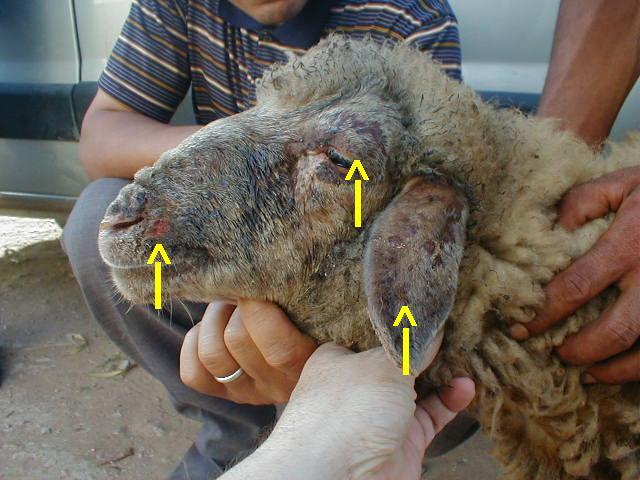
Clavelée vaccinale causée par un vaccin mal inactivé.

La clavelée, ou claveau variole ovine (variola ovina in Latin, sheeppox en anglais et Pockenseuche en allemand), est une maladie dermatologique des moutons hautement contagieuse. Elle est causée par un poxvirus différent de celui de l'orf (ou dermatite pustuleuse contagieuse du mouton).
La clavelée est la plus grave de toutes les varioles animales. Elle peut provoquer une très forte mortalité chez les agneaux. Sa période d'incubation est d'une ou deux semaines. Il en existe trois formes :
- une forme vésiculeuse, caractérisée par des papules séchant spontanément en quelques jours en laissant des cicatrices indélébiles ;
- une forme compliquée, où les papules atteignant les organes internes provoquent des symptômes plus graves (le système respiratoire est très fréquemment atteint) ;
- une forme septicémique, rare, qui provoque une mortalité élevée.

Les surinfections bactériennes sont fréquentes.
La variole caprine est causée par un virus dont les antigènes sont différents de celui qui atteint les moutons. Elle est moins grave que la clavelée.

## Distribution
En 2003, la clavelée était présente dans l'est et le sud du Bassin méditerranéen, en Afrique subsaharienne ainsi que du Moyen-Orient à la Chine.

## Signe cliniques

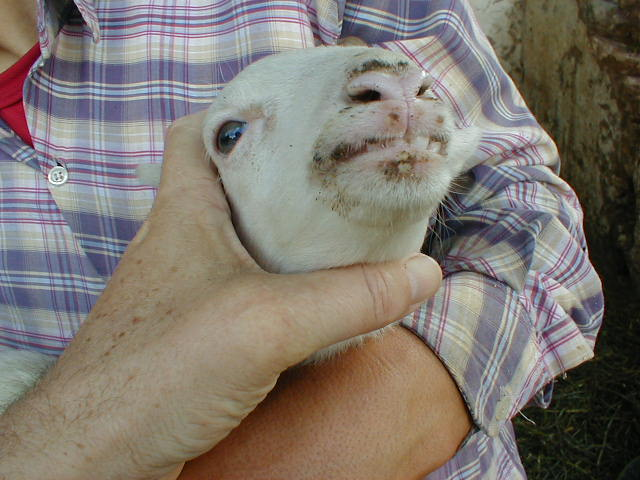
Lésions entourant les babines (celles de l'orf sont sur les babines).
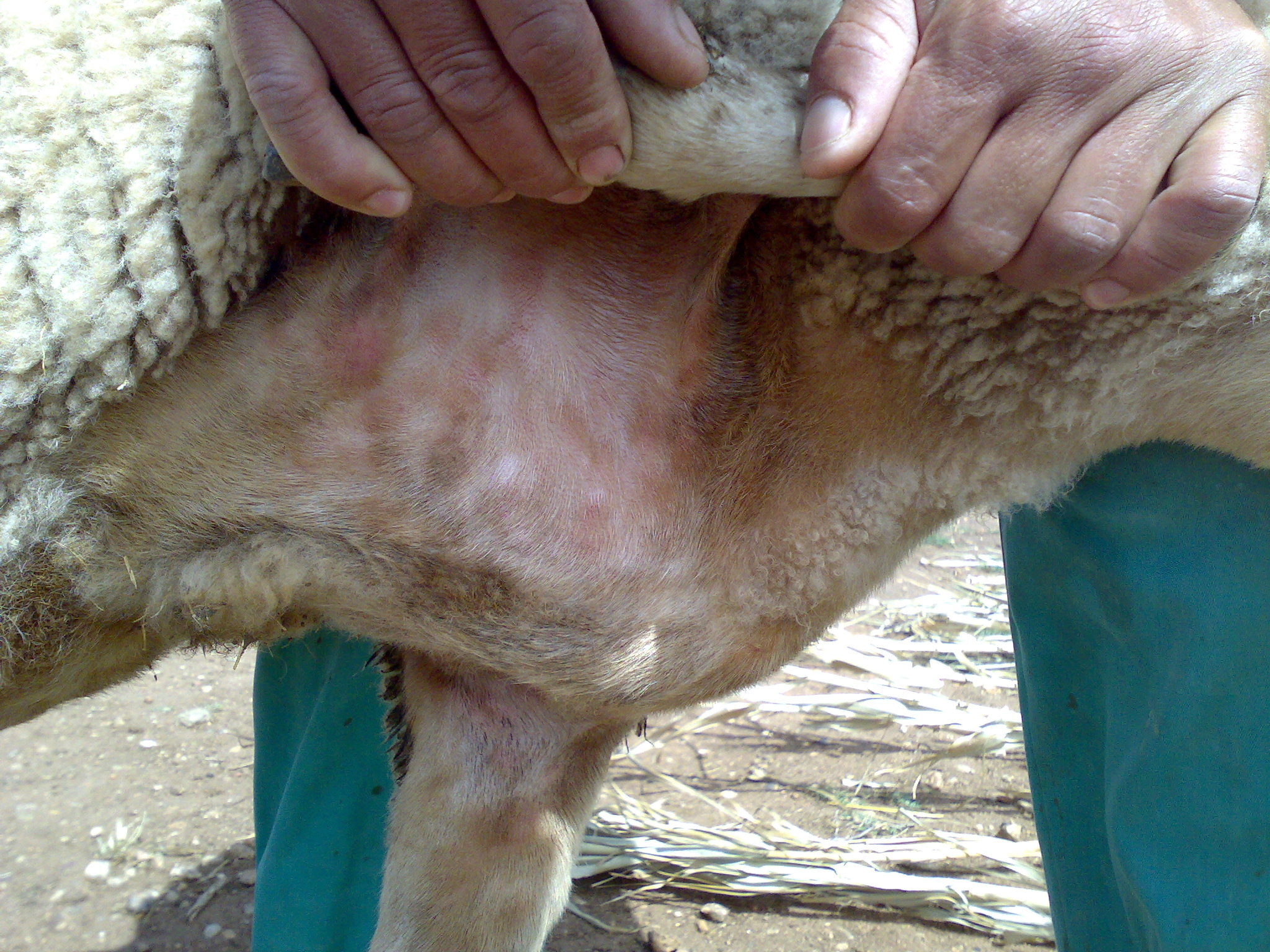
Début de lésions à l'aisselle (rougissement).
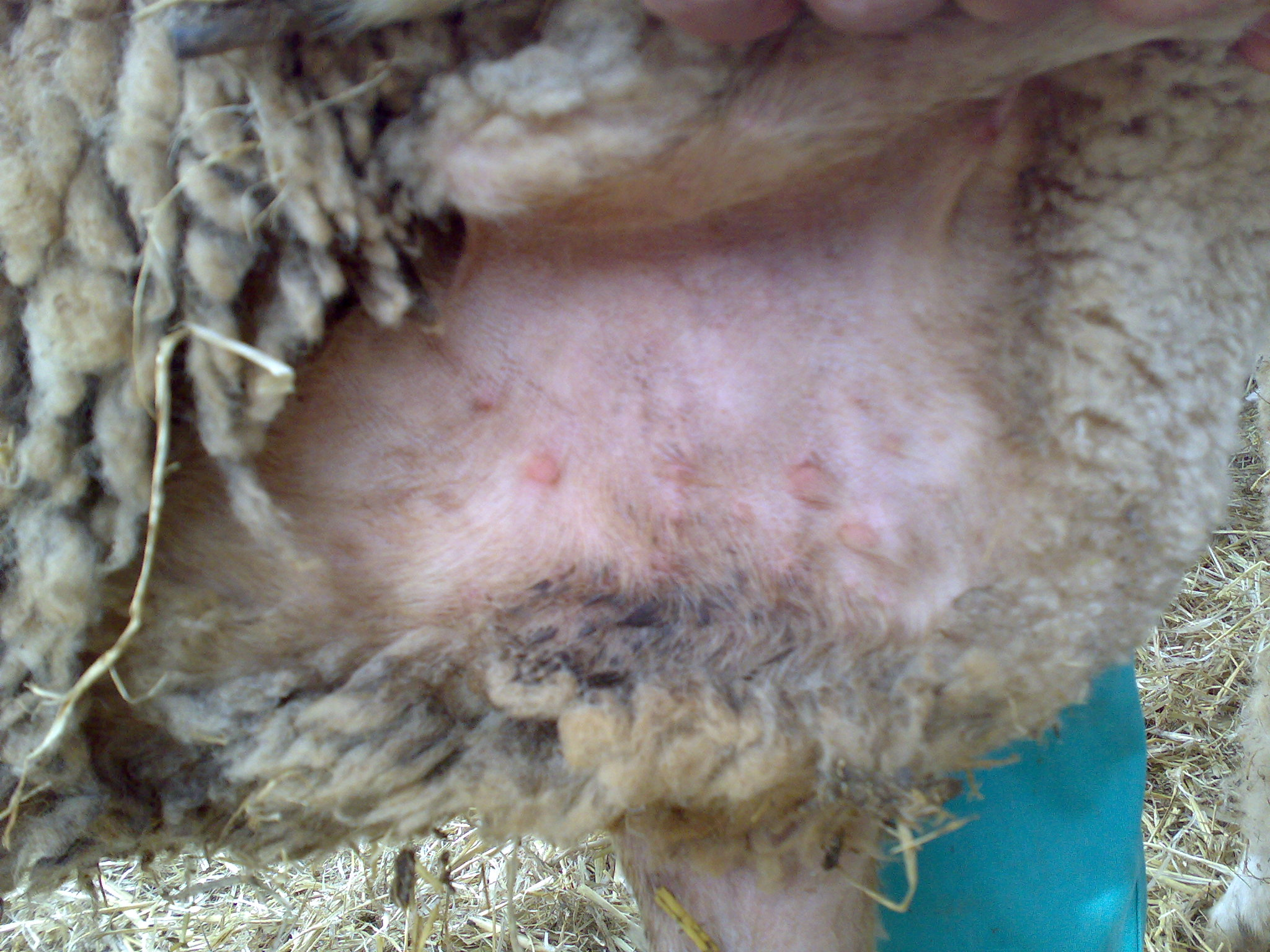
Lésions crouteuses à l'aisselle.
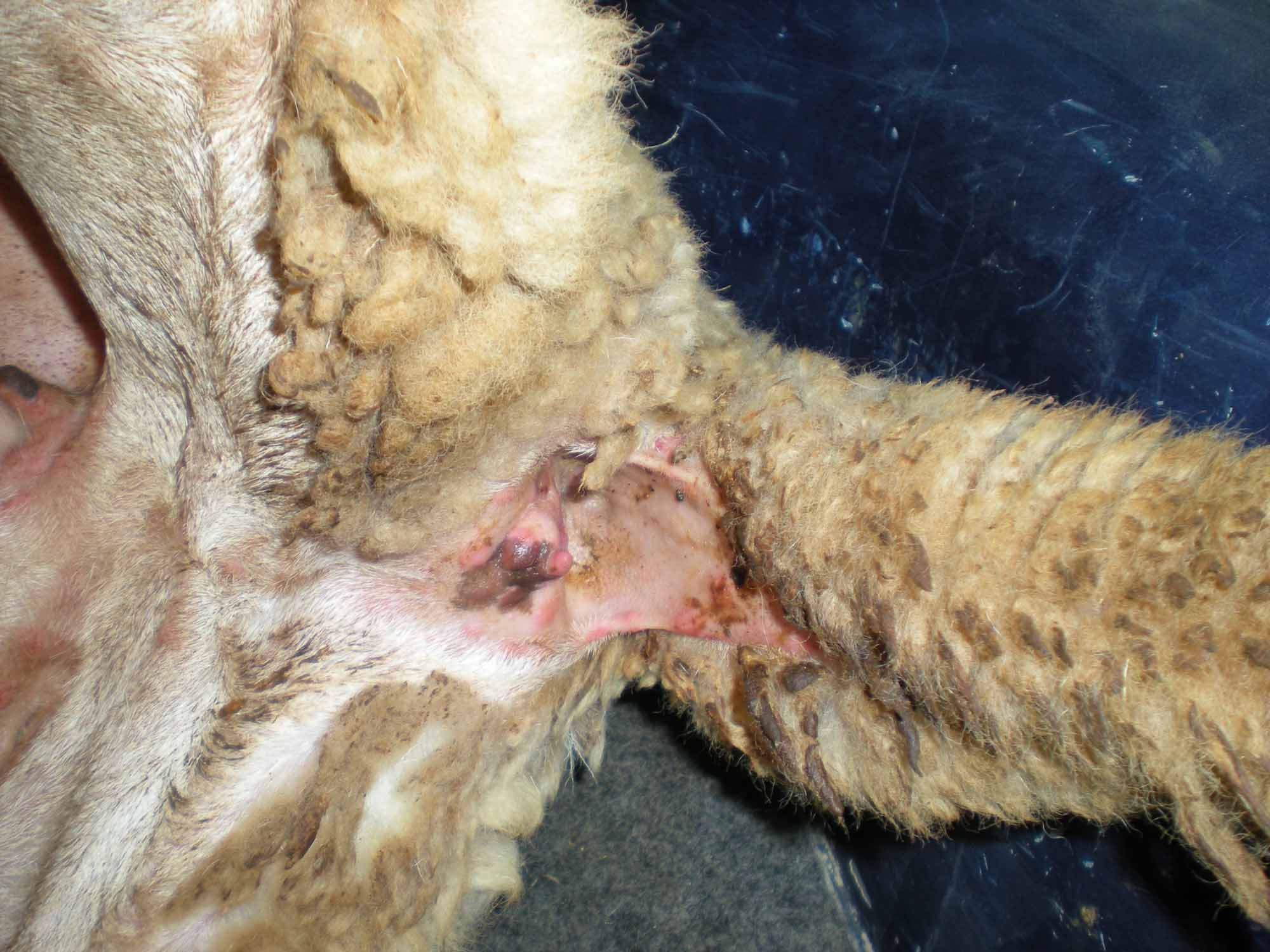
Lésions crouteuses à la base de la queue.
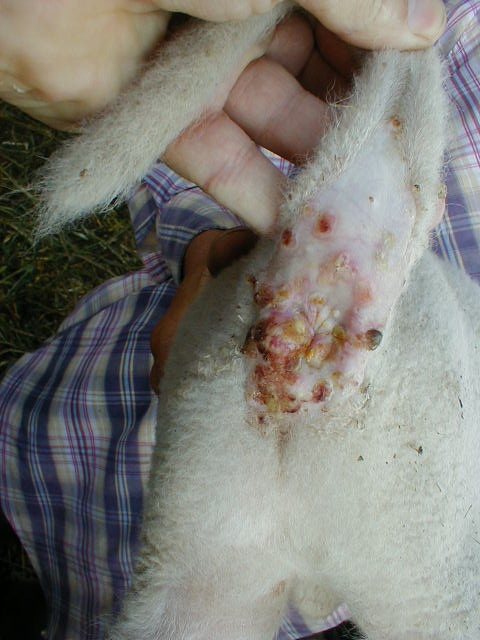
Lésions crouteuses à la base de la queue (agneau).

## Vaccination
Au début du XIXe siècle, on pratiquait déjà l'inoculation de formes bénignes de la maladie. Il existe dans la plupart des pays des programmes de vaccination à grande échelle contre la clavelée. Pour le moment, peu ont réussi à l'éradiquer.